# Krzysztof Komorowski (historyk)
Krzysztof Komorowski (ur. 1947) – profesor nauk humanistycznych, nauczyciel akademicki, pułkownik WP w stanie spoczynku. Zajmuje się teorią i historią sztuki wojennej, strategią bezpieczeństwa i obronności państwa, najnowszą historią Polski.

## Życiorys
Z wykształcenia jest oficerem artylerii. Absolwent Wyższej Szkoły Oficerskiej Wojsk Rakietowych i Artylerii im. gen. Józefa Bema w Toruniu (artyleria naziemna) i historii w Wojskowej Akademii Politycznej im Feliksa Dzierżyńskiego – 1978 (mgr – Walka komunistów polskich z ideologią i polityką ugrupowań skrajnej prawicy 1939-1944; promotor: Leon Ziaja). Doktorat obronił w 1987 w Wojskowym Instytucie Historycznym im. Wandy Wasilewskiej (Organizacja i działania bojowe Gwardii Ludowej 1942-1943; promotor: Eugeniusz Kozłowski). Do 1996 był pracownikiem naukowym Wojskowego Instytutu Historycznego, prowadząc m.in. Pracownię Kampanii 1939 r. i Pracownię Polski Podziemnej. W latach 1997–2003 kierował Centralną Biblioteką Wojskową i był członkiem Rady Naukowej WIH, Muzeum Wojska Polskiego, Centralnej Biblioteki Wojskowej oraz Biblioteki Publicznej m. st. Warszawy. Od 2003 był dyrektorem Wojskowego Biura Badań Historycznych, do jego rozwiązania z końcem 2009 r. Jednocześnie był przewodniczącym Kolegium Redakcyjnego „Przeglądu Historyczno-Wojskowego”, a także pomysłodawcą i redaktorem naukowym rocznika „Kronika Wojska Polskiego”,v członkiem Rady ds. Terminologii Wojskowej MON i wiceprezesem Zarządu Fundacji Polskiego Państwa Podziemnego.
Członek Zespołu Historii Wojskowości w Komitecie Nauk Historycznych PAN.

## Wybrane funkcje społeczne
Należał do grona Komitetu Budowy Pomnika Bitwy o Monte Cassino, odsłoniętego w Warszawie 30 maja 1999 oraz Rady Programowej Budowy Muzeum Powstania Warszawskiego, powołanej 31 lipca 2003. Jest m.in.: członkiem Światowego Związku Żołnierzy Armii Krajowej, Rady Ochrony Pamięci Walk i Męczeństwa (kadencja 2013-2017), wiceprzewodniczącym Zespołu Nazewnictwa Miejskiego m. st. Warszawy, przewodniczącym Sekcji Wojskowej i członkiem Zarządu Towarzystwa Miłośników Historii (Oddział Warszawski Polskiego Towarzystwa Historycznego), członkiem Komisji Historii Wojskowej Komitetu Nauk Historycznych Polskiej Akademii Nauk, członkiem Rady Fundacji „Warszawa Walczy” i Kapituły Medalu „Za upamiętnianie walk o Warszawę”, wiceprzewodniczącym Komisji Historycznej Zarządu Głównego Światowego Związku Żołnierzy Armii Krajowej, członkiem Jury Nagrody im. Profesora Stanisława Herbsta, członkiem Kapituły Nagrody im. Jerzego Ślaskiego ZG ŚZŻ AK, członkiem Kapituły Nagrody „Za najlepsze Varsaviana”, był współorganizatorem i sekretarzem Zarządu Towarzystwa Przyjaciół Instytutów Józefa Piłsudskiego Zagranicą, powołanego w 1998 r. z udziałem córki Marszałka – Pani Jadwigi Piłsudskiej-Jaraczewskiej, był przewodniczącym Sądu Koleżeńskiego Towarzystwa im. gen. Władysława Andersa.
W latach 1996–1997 zrealizował projekt badawczy finansowany przez MON pt. „Działania nieregularne na ziemiach polskich w czasie II wojny światowej”, a w latach 2006–2008 projekt badawczy pt. „Wojsko Polskie w systemie politycznym PRL”, finansowany przez MNiSzW.
Do ważniejszych badań archiwalnych należą prace w ramach Wojskowej Komisji Archiwalnej w latach 1992–1997 w Rosji i krajach postsowieckich na temat losów żołnierza i narodu polskiego na Wschodzie oraz prace w specjalnej Komisji MON ds. przeglądu i odtajnienia akt Układu Warszawskiego i stanu wojennego w Polsce (2006–2007).
Organizator i czynny uczestnik ponad setki konferencji naukowych, w tym sympozjów podczas Powszechnych Zjazdów Historyków Polskich, m.in. O wojnach i konfliktach zbrojnych jako czynnikach kształtujących ład międzynarodowych (Szczecin 2014). Ponadto w ramach seminariów Sekcji Wojskowej TMH oraz konwersatoriów naukowych WBBH kilkadziesiąt spotkań w cyklu „Na warsztatach historyków” i „Bitwa o prawdę”. W dziedzinie wystawienniczo-naukowej przygotował kilkanaście wystaw historyczno-dokumentarnych. Prowadził też wiele podróży studyjnych i historycznowojskowych szlakiem oręża polskiego w kraju i za granicą, np.: „Zabytki militarne Warszawy”, „Bitwa nad Bzurą”, „Działania militarne na Pomorzu Nadwiślańskim”, „Podróż studyjna na Litwę szlakiem marszałka J. Piłsudskiego i Wojska Polskiego”, z której raport specjalny został przekazany w 2008 r. prezydentowi i członkom Rządu III Rzeczypospolitej.

## Nagrody i wyróżnienia
Odznaczony m.in.: Krzyżem Kawalerskim Orderu Odrodzenia Polski (2006), Złotym, Srebrnym i Brązowym Medalem Siły Zbrojne w Służbie Ojczyzny (1991), Złotym Medalem Za Zasługi dla Obronności Kraju (1989), Medalem PRO MEMORIA (2005), Medalem „Za upamiętnianie walk o Warszawę” (1998) oraz medalami i odznakami honorowymi środowisk weteranów walk o niepodległość Polski, m.in. Odznaki Honorowej AK „Za zasługi dla ŚZŻAK” (1999).
Jest laureatem wielu konkursów i nagród, m.in.: nagrody Ministra Edukacji Narodowej I Stopnia, Ministra Kultury i Dziedzictwa Narodowego w I edycji Konkursu Ślady Pamięci, Nagrody KLIO – I i II stopnia Za wybitny wkład w popularyzację historii, nagrody Światowego Związku Żołnierzy Armii Krajowej im. Jerzego Ślaskiego w I edycji Konkursu, nagrody w Konkursie Za najlepsze Varsaviana, nominacja do finałowego etapu Konkursu Książka Historyczna Roku 2010 (organizowanego przez IPN, TVP, PR).

## Wybrane publikacje
Jest autorem publikacji naukowych, głównie z dziejów Polski XX w., studiów europejskich oraz historii wojska i sztuki wojennej, m.in.:
- 1988 Ruch oporu na Pomorzu Gdańskim w: Polski Ruch Oporu 1939-1945,
- 1988 Żołnierze żelaznych szlaków,
- 1989 Formacje wojskowe Narodowej Demokracji na Pomorzu 1939-1947,
- 1989 Wpływ doświadczeń kampanii wrześniowej na dalsze działania wojenne w Europie,
- 1990 Polskie Państwo Podziemne na przełomie wojny pokoju,
- 1992 Z dziejów Obozu Narodowego na Pomorzu w latach 1939–1947,
- 1993 Delegatura Sił Zbrojnych na Pomorzu Nadwiślańskim,
- 1993 Konspiracja pomorska 1939–1947,
- 1993 Okręg Pomorze Armii Krajowej. Od „Grunwaldu” do WiN-u,
- 1994 Armia Krajowa. Dramatyczny epilog,
- 1994 Powstanie Warszawskie 1944,
- 1996 Doświadczenia działań nieregularnych Armii Krajowej,
- 1996 Armia Krajowa, rozwój organizacyjny,
- 1996 Nowa Encyklopedia Powszechna PWN, t. I-VI, suplement (100 haseł wojskowo-historycznych),
- 1998 Kalendarz Wileński,
- 1999 Armia Krajowa: szkice z dziejów Sił Zbrojnych Polskiego Państwa Podziemnego,
- 1999 Wacław Lipiński. Żołnierz, historyk, publicysta,
- 2000 Polityka i walka,
- 2003 W sprawie polskich doświadczeń wojskowych w Iraku,
- 2004 Operacja „Burza” i Powstanie Warszawskie,
- 2005 Tradycje Wojska Polskiego w Iraku,
- 2006 Bitwa o Warszawę’44,
- 2006 Anti-Katyń – Soviet prisoners of war in Poland. Facts and Myths,
- 2007 System obrony Rzeczypospolitej według Józefa Piłsudskiego,
- 2008 Afganistan jako teatr działań wojennych w świetle doświadczeń historycznych,
- 2009 Katyń. Zbrodnia nieukarana,
- 2009 Boje polskie 1939–1945,
- 2010 Politik der Volksrepublik Polen gegenüber dem Warschauer Aufstand,
- 2010 Sprawa Katynia,
- 2011 Polska w systemie bezpieczeństwa międzynarodowego,
- 2011 Refleksja metodologiczna do studiów nad LWP,
- 2013 Fenomen regionalizmów we współczesnej Europie w kontekście Kaszubów i Ślązaków,
- 2014 Warszawa Walczy 1939-1945. Leksykon,
- 2015 Polska Marynarka Wojenna w konspiracji (nowe ujęcie),
- 2016 Blaski i cienie strategii bezpieczeństwa i obronności III RP,
- 2016 Kłopoty z najnowszą Strategią bezpieczeństwa RP,
- 2016 Prolegomena do studiów nad wojną, konfliktem i pokojem,
- 2017 Jeden z „Szesnastu”. Okupacyjny wątek biografii Zbigniewa Stypułkowskiego,
- 2017 płk prof. Wacław Tokarz - twórca i redaktor "Bellony",
- 2017 Zbigniew Stypułkowski na Łubiance w świetle protokołów GUBB NKWD ZSRS,
- 2018 Casus śląskich autonomistów w kontekście bezpieczeństwa,
- 2018 O dewizie "Bóg-Honor-Ojczyzna" i haśle "Za naszą i Waszą wolność" jako wartościach budzących i krzepiących ducha żołnierza polskiego,
- 2018 Refleksje na 8 maja, czyli o wypędzaniu Diabła Belzebubem,
- 2018 W sprawie Powstania Warszawskiego,
- 2018 Zagrożenia bezpieczeństwa i obronności Rzeczypospolitej w ujęciu doświadczeń historycznych,
- 2019 Potencjał obronny RP. Doświadczenia historyczne,
- 2020 Polish national character in the context of state defence,
- 2021 gen. Julian Stachiewicz jako historyk wojska i sztuki wojennej,
- 2024 II Rzeczpospolita. Historia i konteksty. Księga pamiątkowa z okazji Jubileuszu urodzin i pracy naukowej Profesora Janusza Farysia.